# Love the Clairvoyant
Love the Clairvoyant è un cortometraggio muto del 1914 diretto da Maurice Costello e Robert Gaillord

## Produzione
Il film fu prodotto dalla Vitagraph Company of America.

## Distribuzione
Distribuito dalla General Film Company, il film - un cortometraggio in una bobina - uscì nelle sale cinematografiche statunitensi il 20 luglio 1914. In Danimarca fu distribuito il 15 maggio 1915 con il titolo Costellos Kone.